# Philipp Christiaan Molhuysen
Philipp Christiaan Molhuysen (Almelo, 20 augustus 1870 – Den Haag, 15 juli 1944) was een van de belangrijkste Nederlandse bibliothecarissen.

## Persoonlijk leven
Philipp Molhuysen doorliep het gymnasium in Deventer en ging daarna in 1891 in Leiden klassieke talen studeren. Hij promoveerde op Homerus met de dissertatie De tribus Homeri Odysseae codicibus (1896). Hij is drie keer getrouwd geweest: met Johanna Valken (1902-1919), met Elsa Oppenheim (1920-1923; dochter van Jacques Oppenheim) en met Julia de Vries (1923-1934). Molhuysen had uit deze drie huwelijken zes kinderen. Hij moet niet verward worden met zijn grootvader en naamgenoot (1793-1865), die auteur, dominee in Deventer en stadsarchivaris van Kampen was.

## Werk
Molhuysen heeft in vier opzichten een belangrijke rol gespeeld in de Nederlandse bibliotheekwereld.

### Organisator
Molhuysen bevorderde samenwerking tussen bibliotheken. Hij stond rond 1920 aan de wieg van de ontwikkeling van de Nederlandse Centrale Catalogus (waarin de titels van alle boeken van de belangrijkste Nederlandse bibliotheken verzameld zijn), zat in het bestuur van diverse bibliotheekoverlegvormen en was voorzitter van de Rijkscommissie van Advies inzake het Bibliotheekwezen.

### Toezicht
Niet alleen organisatorisch, maar ook wat betreft kwaliteitsbewaking in bibliotheken was Molhuysen actief. Daarbij hadden niet alleen wetenschappelijke bibliotheken, maar ook openbare bibliotheken zijn belangstelling. Van 1910 tot 1944 zat hij in het bestuur van de Centrale Vereeniging voor Openbare Leeszalen, waarvoor hij ook inspecteur was en zitting had in de opleidingscommissie.

### Belangrijke bibliotheken
Molhuysen was gedurende zijn leven werkzaam in drie grote Nederlandse bibliotheken. Van 1897-1913 werkte hij als conservator handschriften bij de Universiteitsbibliotheek Leiden. Daarna, van 1913 tot 1921, werd hij bibliothecaris van het Vredespaleis in Den Haag en vervolgens (van 1921 tot 1937, als opvolger van Willem Byvanck) bibliothecaris van de Koninklijke Bibliotheek in Den Haag